# Toifilou Maoulida
Toifilou Maoulida (Kani-Kéli, 8 de junho de 1979) é um futebolista natural da ilha de Mayotte, uma coletividade territorial pertencente à França. Morou em Comoros e nas Ilhas Reunião até fixar residência em Marselha.

## Carreira
Maoulida, que iniciou a carreira em 1997, jogou por Montpellier, Rennes, Metz, Monaco e Olympique de Marselha. Hoje defende o Lens.
Apesar de ser natural de Mayotte, Maoulida nunca defendeu seleções em sua carreira: não atuou pela Seleção de Mayotte, nem a Seleção de Comores, nem a Seleção de Reunião (as últimas ele poderia ter alguma chance).